# Ebrechtella
Ebrechtella es un género de arañas araneomorfas de la familia Thomisidae. Fue descrito por el alemán Friedrich Dahl en 1907.

## Especies
- Ebrechtella concinna (Thorell, 1877)
- Ebrechtella forcipata (Song & Zhu, 1993)
- Ebrechtella hongkong (Song, Zhu & Wu, 1997)
- Ebrechtella juwangensis Seo, 2015
- Ebrechtella margaritacea (Simon, 1909)
- Ebrechtella pseudovatia (Schenkel, 1936)
- Ebrechtella sufflava (O. Pickard-Cambridge, 1885)
- Ebrechtella timida (Thorell, 1887)
- Ebrechtella tricuspidata (Fabricius, 1775)
- Ebrechtella xinjiangensis (Hu & Wu, 1989)
- Ebrechtella xinjie (Song, Zhu & Wu, 1997)